# 436
Період падіння Західної Римської імперії. У Східній Римській імперії триває правління Феодосія II. У Західній правління Валентиніана III, значна частина території окупована варварами, зокрема в Іберії утворилося Вестготське королівство. У Китаї правління династії Лю Сун. В Індії правління імперії Гуптів. У Японії триває період Ямато. У Персії править династія Сассанідів.
На території лісостепової України Черняхівська культура. У Північному Причорномор'ї готи й сармати. Історики VI століття згадують плем'я антів, що мешкало на території сучасної України приблизно з IV сторіччя. З'явилися гуни, підкорили остготів та аланів й приєднали їх до себе.

## Події
- Військовий магістр Західної Римської імперії Флавій Аецій провів каральний похід проти бургундів із метою припинити їхні рейди в Галлію. Він заручився підмогою гунів під проводом Аттіли й Бледи. Гуни захопили Вормс і вирізали в ньому 20 тисяч бургундів. Загинули король бургундів Ґундагар із родиною. Ці події описані в Пісні про Нібелунгів.
- Король вестготів Теодоріх I взяв в облогу Нарбонн.